# Новоселска река (приток на Струма)
Вижте пояснителната страница за други значения на Ново село.
Новоселска река е река в Западна България, област Кюстендил, община Кюстендил, десен приток на река Струма. Дължината ѝ е 25 km. Отводнява част от северните склонове на Осоговска планина.
Новоселска река извира под името Манастирска река от извор-чешма на 1317 m н.в. в Осоговска планина в Челиопашка махала на село Савойски. Тече в северна посока в дълбока и залесена долина. При село Слокощица реката излиза от планината, образува голям наносен конус, завива на североизток и навлиза в Кюстендилската котловина под името Суха река. Влива се отдясно в река Струма на 458 m н.в., на 500 m източно от село Жабокрът.
Водосборният басейн на реката е с площ от 80 km2, което представлява 0,46% от водосборния басейн на река Струма. Основните притоци са само леви: Скокова река, Карлък дере и Гушовица.
Новоселска река е с преобладаващо дъждовно-снежно подхранване, като максимумът е през месец април, а минимумът – август. Среден годишен отток при село Слокощица – 0,82 m3/s
По течението на реката в Община Кюстендил са разположени 4 села: Слокощица, Ново село, Пиперков чифлик и Жабокрът.
В Кюстендилската котловина водите на реката се използват за напояване. Още преди 1989 г. на реката над село Слокощица започва изграждането на язовир, водите на който са предвидени за регулиране на оттока и напояване, но от няколко години строежът е замразен.

## Топографска карта
- Лист от карта K-34-70. Мащаб: 1 : 100 000.